# Jonas Brothers: Live: Walmart Soundcheck CD+DVD
Jonas Brothers: Live: Walmart Soundcheck es el segundo álbum en vivo de la banda Jonas Brothers, es su quinto álbum lanzado bajo Hollywood Records, y su tercer álbum de 2009. Fue lanzado el 10 de noviembre del 2009 en los Estados Unidos exclusivamente en Wal-Mart. El álbum debutó en la posición número 139 para la semana del 28 de noviembre.

## Lista de Canciones
| Jonas Brothers - Walmart Soundcheck CD |              |                                                                  |          |  |
| N.º                                    | Título       | Escritor(es)                                                     | Duración |  |
| 1.                                     | «S.O.S.»     | Nick Jonas                                                       | 2:28     |  |
| 2.                                     | «Poison Ivy» | Joe Jonas; Kevin Jonas II; Nick Jonas; Greg Garbowsky            | 4:11     |  |
| 3.                                     | «Lovebug»    | Nick Jonas, Joe Jonas, Kevin Jonas                               | 3:53     |  |
| 4.                                     | «Paranoid»   | Joe Jonas; Kevin Jonas II; Nick Jonas, Cathy Dennis, John Fields | 3:31     |  |
| 5.                                     | «Turn Right» | Nick Jonas, Joe Jonas, Kevin Jonas                               | 3:10     |  |
| 6.                                     | «Burnin' Up» | Nick Jonas, Joe Jonas, Kevin Jonas                               | 3:04     |  |
| 19:37                                  |              |                                                                  |          |  |

DVD
- S.O.S.
- Poison Ivy
- Lovebug
- Paranoid
- Turn Right
- Burnin' Up
- Exclusive Interview[2]